# Gloucester (Schiff, 1939)
Die HMS Gloucester (C62) war ein Leichter Kreuzer der Town-Klasse der Royal Navy während des Zweiten Weltkrieges. Sie war der Namensgeber für die Gloucester-Unterklasse.

## Konstruktion
Mit ihrem Bau wurde am 22. September 1936 auf der Marinewerft von Devonport in Plymouth begonnen. Nachdem das Schiff am 19. Oktober 1937 vom Stapel gelaufen war, wurde es am 31. Januar 1939 in Dienst gestellt.

## Einsätze
Die Gloucester wurde in den Anfangsjahren des Zweiten Weltkriegs im Indischen Ozean und vor Südafrika vielfach eingesetzt, ehe sie 1940 der Mittelmeerflotte zugeteilt wurde, und verdiente sich so ihren Spitznamen „The Fighting G“. Im Mai 1941 ging sie in der Luftlandeschlacht um Kreta verloren, wobei der überwiegende Teil der Besatzung ums Leben kam.

### Einsätze im Indischen Ozean
Die Gloucester verließ Malta am 7. April 1939, um im Indischen Ozean als Flaggschiff der 4. Kreuzerflottille unter Konteradmiral Ralph Leathem zu dienen. Den größten Teil des Jahres verbrachte sie mit Patrouillenfahrten im Indischen Ozean. Im Dezember 1939 wurde sie nach Simonstown in Südafrika verlegt. Dort wurde sie gegen deutsche Angriffe eingesetzt, blieb jedoch ohne Erfolg.

### Einsätze im Mittelmeer
Im Mai 1940 wurde die Gloucester erneut verlegt, diesmal ins Mittelmeer. Am 7. Juli 1940 verließ sie mit dem Rest der Flotte unter Admiral Andrew Cunningham Alexandria mit Kurs auf Malta, um Begleitaufgaben für die von dort ausgehenden Konvois zu übernehmen. Bereits am nächsten Tag traf ein italienischer Luftangriff die Brücke und tötete achtzehn Besatzungsmitglieder, darunter den Kommandanten und drei weitere Führungsoffiziere. Durch den Verlust der Brückenbesatzung wurde das Schiff für einige Zeit steuerlos und konnte erst wieder unter Kontrolle gebracht werden, als Lieutenant Commander Reginald P. Tanner von der Hecksteueranlage aus das Kommando übernahm. Ungeachtet der funktionsuntüchtigen Kommandobrücke blieb die Gloucester bei der Flotte und nahm am 9. Juli 1940 an der Seeschlacht bei Punta Stilo teil. Nach der Schlacht vereinigte sich die Flotte mit den alliierten Konvois in Malta und kehrte am 13. Juli 1940 nach Alexandria zurück.
Während der Liegezeit in Alexandria wurden die Schäden an der Kommandobrücke repariert. Ein neuer Kommandant übernahm das Schiff, und Lt Cdr Tanner wurde zum Commander befördert.
Die zweite Hälfte des Jahres 1940 verbrachte die Gloucester im östlichen Mittelmeer und in der Ägäis. Am 11. Januar 1941, während sie im Rahmen der Operation Excess einen leeren Konvoi auf dem Rückweg nach Alexandria eskortierte, wurde die Gloucester durch eine Bombe beschädigt, die aber nicht explodierte. Ihr Schwesterschiff Southampton hatte weniger Glück und wurde durch Bombentreffer so schwer beschädigt, dass sie selbstversenkt werden musste. Im März 1941 nahm die Gloucester an der Schlacht bei Kap Matapan teil und nahm im Verlauf des Aprils mehrmals gegnerische Positionen an der nordafrikanischen Küste unter Beschuss. Eine dieser Missionen fand am 21. April 1941 statt. Unter dem Kommando von Admiral Cunningham griff eine Kampfgruppe, bestehend aus der Gloucester sowie den Schlachtschiffen Warspite, Valiant und Barham und mehreren Zerstörern, den Hafen von Tripolis an. Im Verlauf der Aktion erhielt die Gloucester einen Bombentreffer, der jedoch nur geringfügigen Schaden verursachte.

### Untergang
Danach war die Gloucester Teil einer Marineeinsatzgruppe, die mit einigem Erfolg gegen die deutschen Militärtransporte nach Kreta vorging. Am 22. Mai 1941 wurde sie im Kanal von Andikythira, auf der Position 35° 50′ N, 23° 0′ O etwa 26 km nördlich Kretas, von deutschen Ju-87- und Ju-88-Bombern des Sturzkampfgeschwader 2 „Immelmann“ angegriffen und sank, nachdem sie mindestens vier schwere, direkte Treffer und drei Beinahetreffer erlitten hatte. Einer der deutschen Flugzeugführer, dem ein Volltreffer zugeschrieben wird, war Ernst Kupfer. Von den 807 Besatzungsmitgliedern an Bord überlebten nur 85 den Untergang. Der Untergang der Gloucester gilt als eine der größten Katastrophen der Royal Navy in Kriegszeiten.

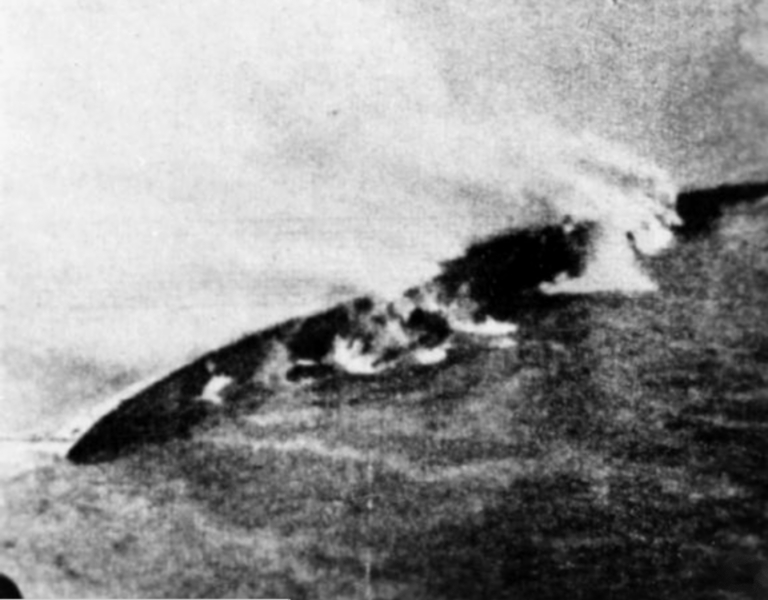
Foto vom Untergang der Gloucester vor der Küste von Kreta, 22. Mai 1941, aufgenommen von einem deutschen Flieger

Die Umstände des Untergangs waren Thema einer BBC-Berichterstattung. Danach war die Abstellung der Gloucester, allein und mit stark reduzierten Vorräten an Treibstoff und Flugabwehrmunition (weniger als 20 %), in eine derart gefährliche Situation ein „schwerwiegender Fehler“. Weiterhin stand der Verzicht auf Versuche, die Überlebenden nach Einbruch der Dunkelheit zu retten „im Gegensatz zu den in der Marine üblichen Praktiken“. Ein Überlebender sagte dazu aus: „Es ist in der Marine Tradition, daß, wenn ein Schiff versenkt wurde, ein Fahrzeug zurückgeschickt wird, um Überlebende unter dem Schutz der Dunkelheit zu bergen. Das ist nicht geschehen, und wir wissen auch nicht warum. Wir wurden von den Deutschen aufgefischt“ (“The tradition in the Navy is that when a ship has sunk, a vessel is sent back to pick up survivors under cover of darkness. That did not happen and we do not know why. We were picked up by Germans”).
Ein weiterer Bericht über den Untergang weicht in Teilen von der BBC-Reportage ab und bestätigt sie gleichzeitig. Demnach wurden die Gloucester und die Fiji, obwohl ihre Munitionsvorräte bereits reduziert waren, abgeordnet, um die Rettung von Überlebenden des Zerstörers Greyhound zu unterstützen.
Heftige Luftangriffe dezimierten die Munitionsvorräte noch weiter, und so erhielten sie die Erlaubnis, sich wieder der Hauptflotte anzuschließen. Während dieses Rückzugs wurde die Gloucester versenkt. Die Fiji wurde zu einem späteren Zeitpunkt am selben Tag versenkt.
Das Wrack unterliegt dem Schutz des Protection of Military Remains Act.